# Cayo Fabio Ambusto
Cayo o Gayo Fabio Ambusto  fue un político romano del siglo IV a. C. perteneciente a la gens Fabia.

## Familia
Ambusto fue miembro de los Fabios Ambustos, una familia patricia de la gens Fabia. Fue hijo de Numerio Fabio Ambusto y hermano de Marco Fabio Ambusto.

## Carrera pública
Fue elegido cónsul en el año 358 a. C., un año en el que los romanos nombraron un dictador para hacer frente a los galos.